# Sylvain Marchal
Pour les articles homonymes, voir Marchal.
Sylvain Marchal, né le 10 février 1980 à Langres (Haute-Marne, France), est un ancien footballeur français reconverti entraîneur. Il évoluait au poste de défenseur central.

## Biographie

### Carrière de joueur
Sylvain Marchal commence sa carrière de footballeur à l'ASPTT Chaumont, un club de division d'honneur régionale de la Ligue de Champagne-Ardenne. 
Il commence sa carrière professionnelle avec le FC Metz le 10 mars 1999, lors d'un match face à l'AS Monaco (0-0). Après six saisons chez les Grenats, il est prêté en 2004 au club de Châteauroux, qui évolue en deuxième division mais qui dispute cette année-là la Coupe d'Europe. En début de saison 2005-2006, il est transféré au FC Lorient, dont il devient progressivement le capitaine.
En mai 2010, alors en fin de contrat, il annonce son transfert à l'AS Saint-Étienne et paraphe un contrat de trois ans chez les Verts. 
Son premier match en vert se solde par une défaite au Parc des Princes face au PSG. Il démarre 2010/2011 en tant que titulaire et joue souvent dans la première partie de saison mais il glisse ensuite peu à peu vers le banc. Une première saison en vert mitigée. Sa deuxième saison sous le maillot vert est marquée par son premier but avec le club face à l'AS Nancy-Lorraine lors de la seconde journée du championnat ce qui permet au Verts de s'imposer au bout du temps réglementaire. Une victoire historique puisque l'ASSE ne s'était plus imposée lors des deux premières journées depuis plus de 30 ans. De plus, il occupe très vite une place de titulaire indiscutable au sein de la charnière centrale stéphanoise, aux côtés de Jean-Pascal Mignot, tout en continuant de bons matches. Il porte d'ailleurs assez souvent le brassard de capitaine, dû à la longue absence sur blessure de Loïc Perrin.
Le 27 juillet 2012, après avoir résilié son précédent contrat avec l'AS Saint-Étienne, il signe un contrat de deux ans en faveur du Sporting Club de Bastia.
Le 5 juillet 2013, il signe un contrat de deux ans avec le FC Metz.
N'ayant pris part à aucune rencontre professionnelle à la suite d'une blessure au genou survenue en avril 2015, il décide, après avoir tenté de revenir physiquement, de raccrocher les crampons le 12 février 2016.  

### Carrière d'entraîneur
Durant sa convalescence, il prépare sa reconversion en tant qu'entraineur, notamment au centre de formation grenat, aux côtés de Christophe Walter avec la section U17 dès la saison 2015-2016.
Le 28 octobre 2017, il devient l'adjoint de Frédéric Hantz, nommé entraîneur du  FC Metz. A l'été 2018, il est nommé entraîneur principal de la section des moins de 17 ans. Trois ans plus tard, en 2021, il devient entraîneur adjoint de la réserve messine. A l'été 2022, il est intronisé comme entraîneur principal de la réserve, pensionnaire de National 2. Le 8 octobre 2024, le FC Metz annonce avoir trouvé un accord commun avec Sylvain Marchal pour son départ après deux saisons à la tête de l'équipe réserve du club. 

## Carrière
| Saison      | Club             | Pays   | Championnat | Championnat | Championnat | Championnat  | Championnat  | Europe | Europe | Europe |  |
| Saison      | Club             | Pays   | Division    | Matchs      | Buts        | Cartons      | Cartons      | Coupe  | Matchs | Buts   |  |
| ----------- | ---------------- | ------ | ----------- | ----------- | ----------- | ------------ | ------------ | ------ | ------ | ------ |  |
| Saison      | Club             | Pays   | Division    | Matchs      | Buts        | Carton jaune | Carton rouge | Coupe  | Matchs | Buts   |  |
| 1998 - 1999 | FC Metz          | France | Division 1  | 3           | 0           | ?            | ?            | /      | -      | -      |  |
| 1999 - 2000 | FC Metz          | France | Division 1  | 6           | 0           | ?            | ?            | /      | -      | -      |  |
| 2000 - 2001 | FC Metz          | France | Division 1  | 8           | 0           | ?            | ?            | /      | -      | -      |  |
| 2001 - 2002 | FC Metz          | France | Division 1  | 19          | 1           | ?            | ?            | /      | -      | -      |  |
| 2002 - 2003 | FC Metz          | France | Ligue 2     | 27          | 1           | ?            | ?            | /      | -      | -      |  |
| 2003 - 2004 | FC Metz          | France | Ligue 1     | 24          | 0           | ?            | ?            | /      | -      | -      |  |
| 2004 - 2005 | LB Châteauroux   | France | Ligue 2     | 27          | 0           | ?            | ?            | /      | -      | -      |  |
| 2005 - 2006 | FC Metz          | France | Ligue 1     | 2           | 0           | ?            | ?            | /      | -      | -      |  |
| 2005 - 2006 | FC Lorient       | France | Ligue 2     | 25          | 3           | ?            | ?            | /      | -      | -      |  |
| 2006 - 2007 | FC Lorient       | France | Ligue 1     | 35          | 1           | ?            | ?            | /      | -      | -      |  |
| 2007 - 2008 | FC Lorient       | France | Ligue 1     | 28          | 1           | ?            | ?            | /      | -      | -      |  |
| 2008 - 2009 | FC Lorient       | France | Ligue 1     | 27          | 0           | ?            | ?            | /      | -      | -      |  |
| 2009 - 2010 | FC Lorient       | France | Ligue 1     | 31          | 1           | ?            | ?            | /      | -      | -      |  |
| 2010 - 2011 | AS Saint-Étienne | France | Ligue 1     | 19          | 0           | 4            | 1            | /      | -      | -      |  |
| 2011 - 2012 | AS Saint-Étienne | France | Ligue 1     | 29          | 2           | 11           | -            | -      | -      | -      |  |
| 2012 - 2013 | SC Bastia        | France | Ligue 1     | 29          | 1           | 2            | -            | -      | -      | -      |  |
| 2013 - 2014 | FC Metz          | France | Ligue 2     | 25          | 0           | 2            | -            | -      | -      | -      |  |
| 2014 - 2015 | FC Metz          | France | Ligue 1     | 17          | 0           | ?            | ?            | -      | -      | -      |  |